# Paul Lebeau
Paul Marie Alfred Lebeau (n. 19 decembrie 1868, Boiscommun, Centre-Val de Loire, Franța – d. 18 noiembrie 1959, Massy, Seine-et-Oise, Franța) a fost un chimist francez. A studiat la Școala municipală de fizică și de chimie industrială a orașului Paris (ESPCI). Împreună cu directorul farmacist Henri Moissan a lucrat la chimia fluorului descoperind mai mulți compuși noi, cum ar fi trifluorura de brom, difluorura de oxigen, tetrafluorura de seleniu și hexafluorura de sulf.
În 1899 a reușit să obțină beriliul pur prin electroliza fluoroberilatului de sodiu (Na2[BeF2]). 
În Primul Război Mondial a îmbunătățit masca de gaze folosită de către Armata Franceză.

## Cărți
- Traité de pharmacie chimique, Masson, 1954
- Les hautes températures et leurs utilisations en chimie, Masson, 1950